# Campionati mondiali di short track 1998
La XVIII edizione dei Campionati mondiali di short track (World Short Track Speed Skating Championships), ufficialmente organizzati con tale denominazione dalla International Skating Union (Federazione internazionale di pattinaggio su ghiaccio), si è tenuta nel marzo del 1998 a Vienna in Austria.

## Podi

### Donne
| Evento           | Oro            | Tempo | Argento         | Tempo | Bronzo             | Tempo |
| 1500 m           | Yang Yang (S)  |       | Wang Chunlu     |       | Evgenija Radanova  |       |
| 500 m            | Wang Chunlu    |       | Annie Perreault |       | Marinella Canclini |       |
| 1000 m           | Yang Yang (S)  |       | Chun Lee-Kyung  |       | Kim Yun-Mi         |       |
| 3000 m           | Chun Lee-Kyung |       | Yang Yang (S)   |       | Evgenija Radanova  |       |
| Staffetta 3000 m | Cina           |       | Corea del Sud   |       | Stati Uniti        |       |

### Uomini
| Evento           | Oro                                                                              | Tempo | Argento                                                                       | Tempo | Bronzo                                    | Tempo |
| 1500 m           | Marc Gagnon                                                                      |       | Fabio Carta                                                                   |       | Kim Dong-Sung                             |       |
| 500 m            | Kai Feng                                                                         |       | Éric Bédard                                                                   |       | Ye Yuan                                   |       |
| 1000 m           | Marc Gagnon                                                                      |       | Satoru Terao                                                                  |       | Fabio Carta                               |       |
| 3000 m           | Kim Dong-Sung                                                                    |       | Michele Antonioli                                                             |       | Fabio Carta                               |       |
| Staffetta 5000 m | Canada Marc Gagnon François Drolet Éric Bédard Derrick Campbell Mathieu Turcotte |       | Corea del Sud Chae Ji-Hoon Lee Jun-Hwan Kim Dong-Sung Lee Ho-Eung Kim Sun-Tae |       | Cina Li Jiajun Kai Feng Ye Kuan An Yulong |       |

## Medagliere
| Pos. | Paese         | Oro | Argento | Bronzo | Totale |
| ---- | ------------- | --- | ------- | ------ | ------ |
| 1    | Cina          | 5   | 2       | 2      | 9      |
| 2    | Canada        | 3   | 2       | 0      | 5      |
| 3    | Corea del Sud | 2   | 3       | 2      | 7      |
| 4    | Italia        | 0   | 2       | 3      | 5      |
| 5    | Giappone      | 0   | 1       | 0      | 1      |
| 6    | Bulgaria      | 0   | 0       | 2      | 2      |
| 7    | Stati Uniti   | 0   | 0       | 1      | 1      |